# Albizia petersiana
Albizia petersiana är en ärtväxtart som först beskrevs av Carl August Bolle, och fick sitt nu gällande namn av Daniel Oliver. Albizia petersiana ingår i släktet Albizia och familjen ärtväxter.

## Underarter
Arten delas in i följande underarter:
- A. p. evansii
- A. p. petersiana